# 卡里亞的阿妲
阿妲 （希臘語：Ἄδα，前377年—前326年），為波斯阿契美尼德帝國治下的女王，同時也是卡里亞總督。當亞歷山大大帝時再度成為卡里亞的總督。阿妲是赫卡托姆努斯的女兒，也是阿爾特米西亞二世、摩索拉斯、伊德利烏斯和披克索達洛司的姊妹。
阿妲嫁給他的兄長伊德利烏斯，而伊德利烏斯在前351年接下阿爾特米西亞二世的王位，之後於前344年逝世後由阿妲繼任。前340年，皮克索達拉斯把阿妲逐出，自己登上王位，而阿妲的領土僅有阿林達這座堅固的要塞。當皮克索達拉斯於前335年逝世，波斯國王大流士三世命令皮克索達拉斯的女婿歐戎托巴提斯接任為卡里亞總督。
當亞歷山大大帝東征，進入卡里亞境內時，阿妲前往拜會亞歷山大，並獻出阿林達。當亞歷山大之後奪取哈利卡那索斯和卡里亞，命阿妲為卡里亞總督。阿妲和亞歷山大相當友好，甚至阿妲還收亞歷山大為乾兒子，當亞歷山大還在小亞細亞爭戰時，阿妲送給亞歷山大許多禮物，甚至還送出廚師來服侍亞歷山大。
根據土耳其的考古學家，有關阿妲的陵墓已經被發現，墓中阿妲的遺體目前於博德魯姆的博物館展出。